# Timo Pielmeier
Timo Pielmeier, född 7 juli 1989 i Deggendorf, Bayern, är en tysk professionell ishockeymålvakt som spelar för ERC Ingolstadt i DEL.